# 维也纳新年音乐会

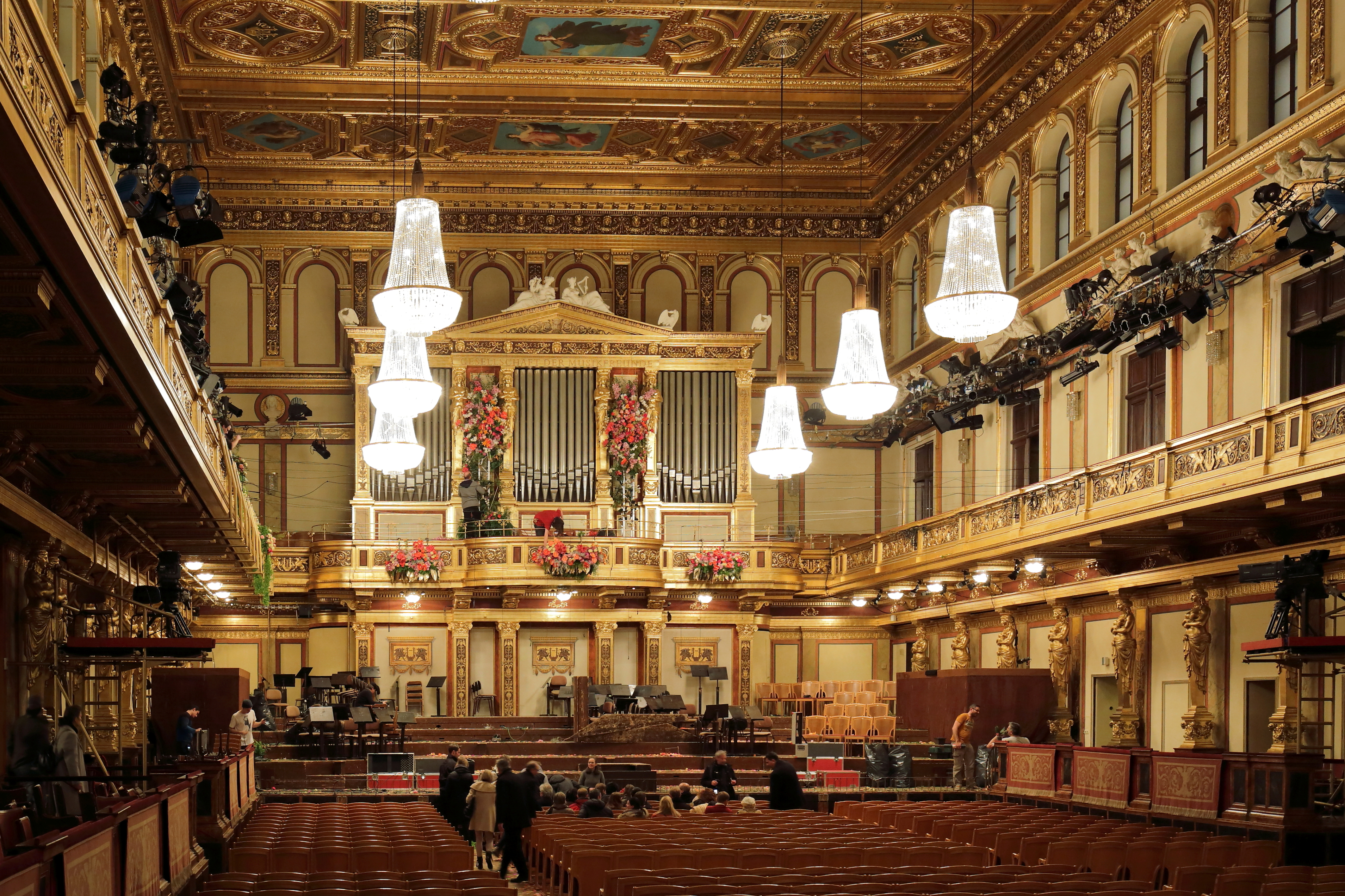
金色大厅内景

维也纳新年音乐会（直译：维也纳爱乐乐团新年音乐会）起始於1939年，每一年的元旦早晨11時15分（維也納當地時間）由维也纳爱乐乐团演出，地點位於维也纳音乐之友协会的金色大廳。
維也納愛樂在12月30日、31日亦會演出同一套曲目，但唯獨元旦早晨的演出是固定向全世界轉播的，技術上的維也納新年音樂會也是指稱這一天的演出。

## 歷史
1939年12月31日，在維也納金色大廳舉辦了首屆“新年音樂會”，由克來門斯·克勞斯創辦。第2屆於1941年1月1日舉行，以後除1945年因戰爭原因停辦一屆外，其餘都是於每年的1月1日定期在金色大廳舉行。1946年起，新年音樂會正式命名為“維也納新年音樂會”，並沿用至今。

## 曲目
通常新年音樂會的曲目安排以小約翰·史特勞斯、約瑟夫·施特勞斯、愛德華·施特勞斯、老約翰·史特勞斯等史特勞斯家族成員的作品為主，在某些特別的年份中，會加入其他作曲家的作品，如羅西尼（1991年）、齊雷爾（1996年、2012年、2017年）、布拉姆斯（2003年）、尼古萊（1992年、2010年、2017年）等等。
資料指出，1945年之後音樂會才有固定加演的環節。克萊門斯·克勞斯經常隨機的加演。令人驚奇的是，藍色多瑙河圆舞曲是在1945年第一次演出的，而且是作為加演。最近幾年經常加演的另一曲目老約翰·斯特勞斯的拉德茨基進行曲，是在1946年才開始演出的，也是作為加演。直到1958年這兩支曲目才作為常演項目而不是加演，然後它們就成為了音樂會的必演項目。

### 史特勞斯以外
- 貝多芬（2020年，紀念冥誕250周年）
- 白遼士（1984年、1985年）
- 勃拉姆斯（2003年）
- 齊布爾卡（英语：Alphons Czibulka）（2018年）
- 德利布（2014年）
- 海頓（2009年，紀念逝世200周年）
- 約瑟夫·黑爾梅斯伯格一世（2016年）
- 約瑟夫·黑爾梅斯伯格二世（1997年、2007年、2022年）
- 卡爾·柯姆札克二世（英语：Karel Komzák II）（2021年）
- 蘭納（多次）
- 萊哈爾（2017年）
- 李斯特（2011年，紀念冥誕200周年）
- 倫拜（2010–12年、2020年）
- 米洛克爾（英语：Carl Millöcker）（2021年）
- 莫扎特（1991年、2006年）
- 尼古拉（1992年、2010年）
- 奧芬巴哈（1980年、2010年）
- 雷茲尼切克（1988年）
- 羅西尼（1991年）
- 舒伯特（1978年、1991年）
- 施托爾茨（英语：Robert Stolz）（2016年）
- 理查·史特勞斯（2014年，紀念冥誕150周年）
- 蘇佩（多次）
- 柴可夫斯基（2012年）
- 威爾第（2013年，紀念冥誕200周年）
- 華格納（2013年，紀念冥誕200周年）
- 瓦爾德退費爾（2016年、2017年）
- 韋伯（2003年）
- 賽勒（英语：Carl Zeller）（2021年）
- 齊雷爾（多次）

## 指揮
在克勞斯逝世之後，威利·博斯科夫斯基接手新年音樂會的指揮，後者在1936–79年間一直是交響樂隊的首席小提琴手，並從1955年–1979年期間指揮維也納新年音樂會達廿五次之多。1980–86年間，音樂會由洛林·马泽尔指揮，他是首位非奧地利籍的指揮。1987年，卡拉揚成為了維也納新年音樂會的指揮，自此往後，音樂會的指揮每一年都會更換。音樂會的指揮人選一般由交響樂隊的成員投票決定，基本條件則需要：
1. 與維也納愛樂樂團有長期合作
2. 短期內有密切合作或是合作過重要的音樂會
3. 受到樂團成員及維也納當地人民的好評
4. 指揮家本身願意研究和指揮史特勞斯家族的作品

在卡拉揚之後，還有阿巴多、小克萊伯、小澤征爾、祖賓·梅塔等指揮家陸續指揮此音樂會盛事。現仍健在的指揮家當中，里卡多·穆蒂是登場次數最多的（7次）。

## 錄音
維也納新年音樂會的商業錄音最早見於1979年。中國大陸自1994年至2002年有少量原版CD引進。2008年以後在中國大陸銷售CD被稱作中國市場定制版本，編號與歐洲市場不同，但是唱片的發行公司Decca宣稱他們在全球銷售的新年音樂會錄音為單一版本，並且否認了“中國版本”的存在性。
| 唱片公司                 | 發行年                               |
| ------------------------ | ------------------------------------ |
| Decca                    | 1979，2008－2011                     |
| DG                       | 1980－1988，1991，2003－2007         |
| Sony Classical           | 1989－1990，1992，1994－1995，2012－ |
| Philips Classics Records | 1993，2002                           |
| BMG                      | 1996，1998，1999                     |
| EMI                      | 1997，2000                           |
| Teldec                   | 2001                                 |

## 電視轉播
維也納新年音樂會於1959年開始第一次進行電視轉播，不久便成了歐洲文化的盛事。電視轉播中，維也納歌劇院芭蕾舞團還為新年音樂會配上了古典的維也納舞蹈，這一傳統一直保留至今。目前，维也纳新年音乐会的公共信号由奥地利国家广播电视公司ORF制作。2021年在超过90个国家和地区播出。
在中國大陸，1987年開始由中央電視臺录像剪辑。从1989年開始使用衛星同步直播（1990年停播一年） 。最初由央视国际部作节目转播，收到节目带后，节目组经过编译制作，作为《外国文艺》的特别节目在当年春天播出，在中国大陆引起很大的反响。首播时主要平台是当时的央视二套，后来改为中央電視臺音樂頻道（CCTV-15 音乐）播出。从2013年起，中央人民广播电台享有中国大陆地区唯一的广播出版权。
在香港，亚洲电视国际台每年（現有資料只證實在2010年代）于农历新年播出此节目，名爲“維也納交響樂新年音樂會”，直至免费电视牌照到期停播为止。之後由香港電台易手，在2024年起港台電視32於元旦播出此节目，名爲“維也納愛樂新年音樂會”。
在台灣，1998年第一次轉播該場音樂會（當時由中視頻道轉播，該頻道轉播至2000年止），2003年至2020年的新年音樂會是由台視進行電視轉播；台中市圓滿戶外劇場每年也會戶外同步轉播，也會在高雄市衛武營國家藝術文化中心戶外廣場進行轉播。2021年至今，由東森電視進行電視轉播。

## 軼事
- 1987年的新年音樂會上，當拉德茨基進行曲響起時，觀眾忍不住開始鼓掌打節拍，卡拉揚轉身指揮觀眾一幕被人們所熟知。但實際上早在博斯科夫斯基時代，在演奏拉德斯基進行曲時就有觀眾跟著鼓掌了，網路上1985、1986年的影片也顯示，馬澤爾就曾轉身示意讓觀眾起身跟著鼓掌。所以認為這一傳統的開端始於卡拉揚是不對的。
- 從現在留存的資料來看，博斯科夫斯基、馬澤爾和卡拉揚都曾經進行過致辭，只是並沒有在藍色多瑙河前面，而在1988年的新年音樂會上，當藍色多瑙河前奏響起時，觀眾的掌聲打斷了音樂家們的演奏。阿巴多面向觀眾，說道：“Die Wiener Philharmoniker und ich wünschen Ihnen：Prosit Neujahr!”（中譯：“維也納愛樂樂團和我敬祝大家：新年快樂！”；前半句由指揮所說，“Prosit Neujahr!”則由指揮及所有樂手一齊說出）。致辭這個傳統就固定了在演奏藍色多瑙河前，一直延續到現在。而在某些年，一些指揮則會用中文向觀眾們說道“新年好”（1996年，洛林·馬澤爾；1999年，洛林·馬澤爾；2002年，小澤征爾；2005年，洛林·馬澤爾）特別是2002年的小澤征爾只用了中文一種語言（馬澤爾除了中文外還用其他語言）。
- 在閉幕的時候常有非常情況發生，一次是在1967年，博斯科夫斯基把藍色多瑙河作為了他音樂會曲目的一部分，另一次是2005年，洛林·馬澤爾把藍色多瑙河華爾滋作為了閉幕曲（省略了拉德斯基進行曲）以作為2004年印度洋海嘯殉難者的紀念。
- 在1990年的年度指揮中，樂團原想邀請喬治·蕭提來擔任，但蕭提婉拒後，變想邀請雷納德·伯恩斯坦擔任，但伯恩斯坦因工作過於忙碌而無法抽身，便決定由他的門生祖賓·梅塔來擔任。
- 1992年的新年音樂會因為是維也納愛樂樂團建團150周年，故樂團當時想邀請雷納德·伯恩斯坦擔任年度指揮，但伯恩斯坦卻於1990年10月14日逝世，而後變改邀請卡洛斯·克萊伯擔任，由於要邀請克萊柏指揮音樂會是相當不容易的，故在此年所播映的影片中，故未安排芭蕾舞片段，在事後的演出也相當成功，成就另一個經典的音樂會。
- 2005年的音樂會因受到印度洋海嘯的影響，當年指揮洛林·馬澤爾在下半場第一首曲目《美麗的加拉蒂亞》（Die schöne Galathee）序曲演奏結束後，與樂團一起向災區捐贈一筆費用，以重建災區。現行市面上影片已將此段剪去，只能從當年電視轉播中可見。
- 2021年的音樂會由於受到2019冠狀病毒病疫情影響，首次以無現場觀眾的形式舉行。[10]
- 2022年的音乐会仅限1000名观众在严格遵守防疫规定的前提下进入金色大厅现场观看。[11]

## 參看
- 维也纳爱乐乐团
- 維也納新年夜音樂會

## 外部連結
- 維也納愛樂管弦樂團官方網站 （页面存档备份，存于）
- 奧地利廣播公司
- 金色大廳(維也納音樂協會) 網站 （页面存档备份，存于）
- 世界票務
- 維也納新年音樂會入門(2013年版) （页面存档备份，存于）
- 音樂會曲目的部分統計 （页面存档备份，存于）